# August W. Eichler
August Wilhelm Eichler, còn được biết đến với tên Latin Augustus Guilielmus Eichler (22 tháng 4 năm 1839 - 2 tháng 3 năm 1887), là một nhà thực vật học người Đức. Ông đã phát triển một hệ thống phân loại thực vật mới để phản ánh khái niệm tiến hóa. Tên ông viết tắt trong danh pháp thực vật học là Eichler.

## Tiểu sử
Sinh ra ở Neukirchen, Hessen, Eichler học tại Đại học Marburg, Đức và năm 1871 trở thành giáo sư thực vật học tại Technische Hochschule (Đại học Kỹ thuật) của Graz và giám đốc vườn thực vật ở thành phố này. Năm 1872 ông nhận được một lời mời đến Đại học Kiel, nơi ông ở lại đến năm 1878 khi trở thành người đứng đầu bộ phận lưu trữ tiêu bản thực vật tại Đại học Berlin. Ông qua đời tại Berlin vào ngày 2 tháng 3 năm 1887 vì ung thư bạch cầu.
Eichler đã có những đóng góp quan trọng cho việc nghiên cứu hình thái giải phẫu so sánh của hoa (chủ yếu là đối xứng hoa trong tác phẩm Blütendiagramme của ông). Ông cũng nghiên cứu nhiều về ngành Thông (Coniferae), chi Tuế (Cycadaceae) và các nhóm thực vật khác của Brazil.

## Hệ thống Eichler
Hệ thống Eichler chia giới thực vật thành các loài thực vật hoa ẩn (Cryptogamae) và thực vật có hoa (Phanerogamae). Hệ thống này lần đầu tiên chấp nhận khái niệm tiến hóa và do đó cũng là hệ thống đầu tiên công nhận phát sinh chủng loại. Eichler cũng là nhà phân loại học đầu tiên phân tách thực vật có hạt thành thực vật hạt kín và thực vật hạt trần. Ngành hạt kín tiếp tục được tách ra thành thực vật một lá mầm và thực vật hai lá mầm.
Hệ thống Eichler là nền tảng cho Hệ thống Engler, được chấp nhận rộng rãi ở châu Âu và các nơi khác trên thế giới.

## Công trình nghiên cứu
- Eichler, August W. (1875). Blüthendiagramme: construirt und erläutert. 2 vols [Floral diagrams]. Leipzig: W. Engelmann. Truy cập ngày 17 tháng 5 năm 2015.
  - Volume I: 1875
  - Volume II: 1878
- Syllabus der Vorlesungen über Phanerogamenkunde  Lipsius und Tischer, Kiel 1876.
  - Subsequent editions published as Syllabus der Vorlesungen über specielle und medicinisch-pharmaceutische Botanik, 2nd ed. 1880, 3rd ed. 1883, 4th ed. 1886, 5th 1890
    - Eichler, August W. (1880) [1876]. Syllabus der Vorlesungen über specielle und medicinisch-pharmaceutische Botanik (ấn bản thứ 2). Berlin: Borntraeger.
    - Eichler, August W. (1883) [1876]. Syllabus der Vorlesungen über specielle und medicinisch-pharmaceutische Botanik (ấn bản thứ 3). Berlin: Borntraeger.
    - Eichler, August W. (1886) [1876]. Syllabus der Vorlesungen über specielle und medicinisch-pharmaceutische Botanik (ấn bản thứ 4). Berlin: Borntraeger.
    - Eichler, August W. (1890) [1876]. Syllabus der Vorlesungen über specielle und medicinisch-pharmaceutische Botanik (ấn bản thứ 5). Berlin: Borntraeger.
- Flora Brasiliensis (Flora of Brazil) editor after death of Carl Friedrich Philipp von Martius in 1868 until 1887,  succeeded by Ignatz Urban (Available online at Botanicus.org Website)
- Beiträge zur Morphologie und Systematik der Marantaceen (1884)
- Zur Entwickelungsgeschichte der Palmenblätter (1885)
- Caroli Frid. Phil. Martii Flora Brasiliensis, sive
- Flora Brasiliensis, enumeratio plantarum in Brasilia hactenus detectarum:quas suis aliorumque botanicorum studiis descriptas et methodo naturali digestas partim icone illustratas /ediderunt Carolus Fridericus Philippus de Martius et Augustus Guilielmus Eichler; iisque defunctis successor Ignatius Urban; with Martius, Karl Friedrich Philipp von, 1794-1868, Endlicher, István László, 1804-1849, Fenzl, Eduard, 1808-1879, Mary, Benj, Oldenburg, R.Urban and Ignaz, 1848-